# Allmuthshausen
Allmuthshausen ist ein Stadtteil von Homberg (Efze) im nordhessischen Schwalm-Eder-Kreis. Zum Stadtteil gehört auch der seit dem  1. September 1968 zu Allmuthshausen gehörende Ort Rückersfeld.

## Geographische Lage
Allmuthshausen liegt in den Nordausläufern des Knüllgebirges etwa 6,5 km südsüdöstlich der Homberger Kernstadt. Durch das Dorf verlaufen der Rinnebach und die Landesstraße 3384. Nördlich der Ortschaft erhebt sich der Streuflingskopf mit dem Wildpark Knüll und im Park auf dem Berg stehenden Aussichtsturm. Ein ortsbildprägendes Gebäude ist die evangelische Dorfkirche.

## Geschichte

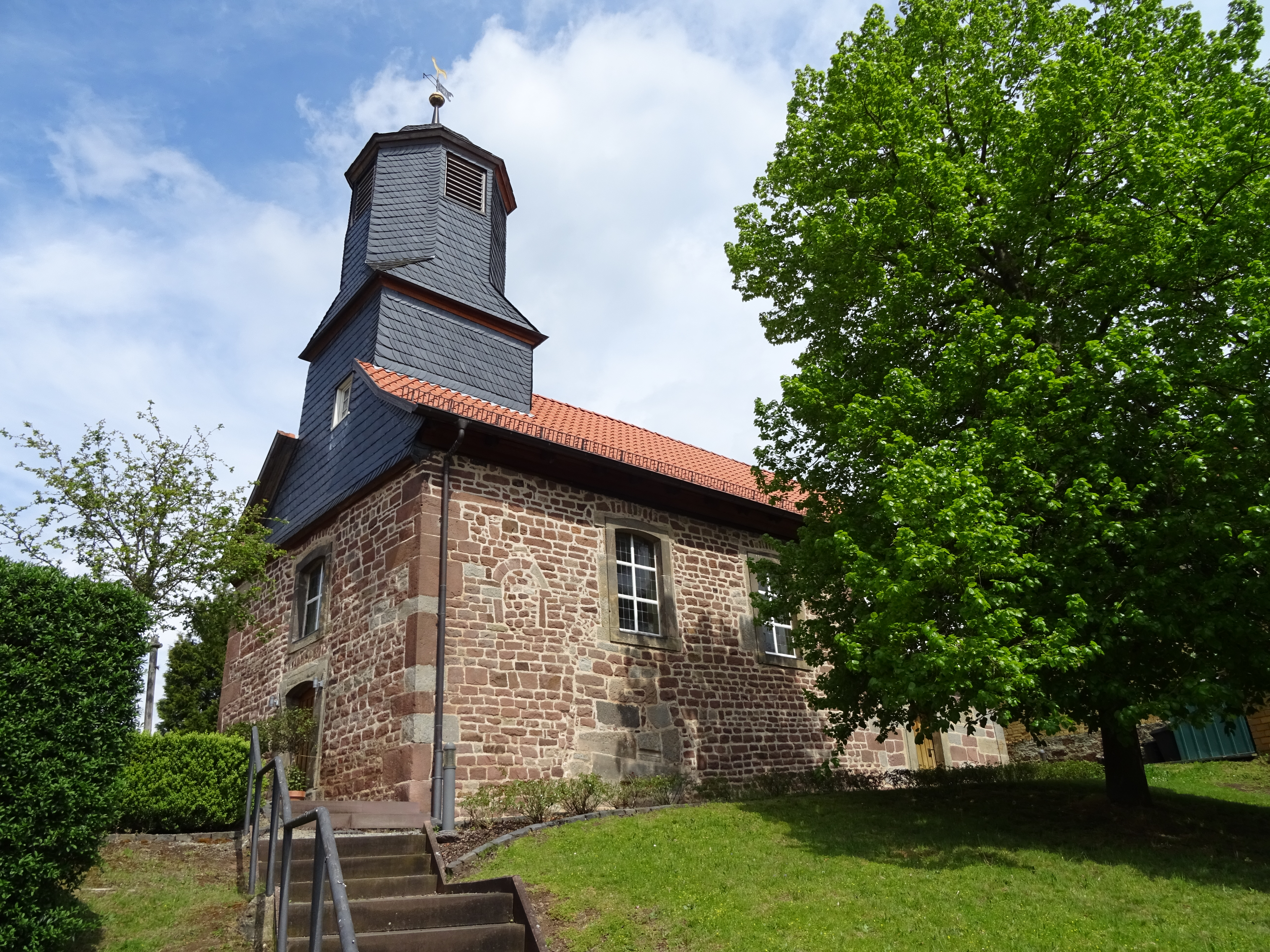
Kirche Allmuthshausen

Die älteste bekannte schriftliche Erwähnung von Allmuthshausen erfolgte im Jahr 1061 unter dem Namen Almuodohuson in einer Urkunde der Reichsabtei Fulda, in der ein Gütertausch vereinbart wurde.
Um 1490 gab es im Dorf sechs wehrhafte Männer und drei Pflüge.
Zum 31. Dezember 1971 wurde die bis dahin selbständige Gemeinde Allmuthshausen im Zuge der Gebietsreform in Hessen als Stadtteil der Stadt Homberg, heute Homberg (Efze), auf freiwilliger Basis eingegliedert. Für Allmuthshausen, wie für alle nach Homberg eingegliederten ehemals selbständigen Gemeinden (Stadtteile), wurden Ortsbezirke mit Ortsbeirat und Ortsvorsteher nach der Hessischen Gemeindeordnung gebildet.

## Bevölkerung

### Einwohnerstruktur 2011
Nach den Erhebungen des Zensus 2011 lebten am Stichtag, dem 9. Mai 2011, in Allmuthshausen 270 Einwohner. Darunter waren keine Ausländer.
Nach dem Lebensalter waren 54 Einwohner unter 18 Jahren, 105 zwischen 18 und 49, 48 zwischen 50 und 64 und 60 Einwohner waren älter. Die Einwohner lebten in 102 Haushalten. Davon waren 18 Singlehaushalte, 36 Paare ohne Kinder und 36 Paare mit Kindern, sowie 9 Alleinerziehende und 3 Wohngemeinschaften. In 24 Haushalten lebten ausschließlich Senioren und in 60 Haushaltungen lebten keine Senioren.

### Einwohnerentwicklung
| Quelle: Historisches Ortslexikon |                                                                    |
| • um 1490:                       | 6 wehrhafte Männer (3 Pflüge, 7 Fastnachtshühner)                  |
| • 1537:                          | 23 Wohnhäuser, 8 Hübner, 18 Beisassen (9 1⁄2 landgräfliche Huben). |
| • 1575/85:                       | 39 Hausgesesse                                                     |
| • 1639:                          | 16 verheiratete, 3 verwitwete Hausgesesse                          |
| • 1747:                          | 31 Hausgesesse                                                     |

| Allmuthshausen: Einwohnerzahlen von 1834 bis 2015 | Allmuthshausen: Einwohnerzahlen von 1834 bis 2015 | Allmuthshausen: Einwohnerzahlen von 1834 bis 2015 | Allmuthshausen: Einwohnerzahlen von 1834 bis 2015 | Allmuthshausen: Einwohnerzahlen von 1834 bis 2015 |
| --- | ------------------------------------------------- | ------------------------------------------------- | ------------------------------------------------- | ------------------------------------------------- |
| Jahr |                                                   |                                                   |                                                   | Einwohner                                         |
| 1834 | 1834                                              |                                                   | 239                                               | 239                                               |
| 1840 | 1840                                              |                                                   | 243                                               | 243                                               |
| 1846 | 1846                                              |                                                   | 257                                               | 257                                               |
| 1852 | 1852                                              |                                                   | 249                                               | 249                                               |
| 1858 | 1858                                              |                                                   | 222                                               | 222                                               |
| 1864 | 1864                                              |                                                   | 225                                               | 225                                               |
| 1871 | 1871                                              |                                                   | 223                                               | 223                                               |
| 1875 | 1875                                              |                                                   | 204                                               | 204                                               |
| 1885 | 1885                                              |                                                   | 203                                               | 203                                               |
| 1895 | 1895                                              |                                                   | 222                                               | 222                                               |
| 1905 | 1905                                              |                                                   | 210                                               | 210                                               |
| 1910 | 1910                                              |                                                   | 210                                               | 210                                               |
| 1925 | 1925                                              |                                                   | 235                                               | 235                                               |
| 1939 | 1939                                              |                                                   | 251                                               | 251                                               |
| 1946 | 1946                                              |                                                   | 411                                               | 411                                               |
| 1950 | 1950                                              |                                                   | 400                                               | 400                                               |
| 1956 | 1956                                              |                                                   | 317                                               | 317                                               |
| 1961 | 1961                                              |                                                   | 302                                               | 302                                               |
| 1967 | 1967                                              |                                                   | 275                                               | 275                                               |
| 1980 | 1980                                              |                                                   | ?                                                 | ?                                                 |
| 1990 | 1990                                              |                                                   | ?                                                 | ?                                                 |
| 2000 | 2000                                              |                                                   | ?                                                 | ?                                                 |
| 2011 | 2011                                              |                                                   | 270                                               | 270                                               |
| 2015 | 2015                                              |                                                   | 294                                               | 294                                               |
| Datenquelle: Historisches Gemeindeverzeichnis für Hessen: Die Bevölkerung der Gemeinden 1834 bis 1967. Wiesbaden: Hessisches Statistisches Landesamt, 1968. Weitere Quellen: ; Zensus 2011; Stadt Homberg (Efze) |                                                   |                                                   |                                                   |                                                   |

### Historische Religionszugehörigkeit
| Quelle: Historisches Ortslexikon |                                                                   |
| • 1861:                          | alle Einwohner evangelisch-reformiert                             |
| • 1885:                          | 199 evangelische (= 100 %) Einwohner                              |
| • 1961:                          | 270 evangelische (= 89,40 %), 26 katholische (= 8,61 %) Einwohner |

### Historische Erwerbstätigkeit
| • 1961: | Erwerbspersonen: 75 Land- und Forstwirtschaft, 59 Produzierendes Gewerbe, 7 Handel und Verkehr, 6 Dienstleistungen und Sonstiges. |

## Politik
Für Allmuthshausen besteht ein Ortsbezirk (Gebiete der ehemaligen Gemeinde Allmuthshausen) mit Ortsbeirat und Ortsvorsteher nach der Hessischen Gemeindeordnung. Der Ortsbeirat besteht aus sieben Mitgliedern.
Bei den Kommunalwahlen in Hessen 2021 betrug die Wahlbeteiligung zum Ortsbeirat Allmuthshausen 66,19 %. Alle Kandidaten gehörten der „Freien Wählergemeinschaft Allmuthshausen“ an. Der Ortsbeirat wählte Frank Hooß zum Ortsvorsteher.

## Kirche
Siehe: Evangelische Kirche Allmuthshausen

## Persönlichkeiten
- Ulrich Holbein (* 1953), deutscher Schriftsteller, wohnt in Allmuthshausen
- Viera Janárčeková (1941–2023), Komponistin, lebte zeitweise in Allmuthshausen